# Abietinaria melo
Abietinaria melo är en nässeldjursart som beskrevs av Gustav Heinrich Kirchenpauer 1884. Abietinaria melo ingår i släktet Abietinaria och familjen Sertulariidae. Inga underarter finns listade i Catalogue of Life.